# UNISOC
UNISOC (en chino simplificado, 紫光展锐; pinyin, Zǐguāng zhǎn ruì), anteriormente Spreadtrum Communications, Inc. (en chino, 展讯通信有限公司; pinyin, Zhǎnxùn Tōngxìn Yǒuxiàn Gōngsī), es una empresa china de semiconductores sin fábrica con sede en Shanghái que produce conjuntos de chips para teléfonos móviles. UNISOC desarrolla su negocio en dos campos principales: electrónica de consumo y electrónica industrial, incluidos teléfonos inteligentes, teléfonos con funciones, sistemas de audio inteligentes, ropa inteligente y otros campos de aplicación; La electrónica industrial cubre campos como LAN IoT, WAN IoT y pantalla inteligente.
A partir de 2021, es el cuarto mayor fabricante de procesadores móviles del mundo, después de MediaTek, Qualcomm y Apple, con el 9% de la cuota de mercado global.

## Investigación y desarrollo
Los productos UNISOC admiten una amplia gama de estándares de comunicaciones inalámbricas, incluidos GSM, GPRS, EDGE, TD-SCDMA, W-CDMA, HSPA+ y TD-LTE. UNISOC tiene un diseño global de I+D, con más de 5000 empleados en todo el mundo, el 90% de los cuales son personal de I+D.
La empresa originalmente producía chips para teléfonos GSM, pero la mayoría de sus recursos a fines de la década de 2000 se concentraron en el estándar chino TD-SCDMA 3G. Además de los chipsets de banda base GSM y GSM/TD-SCDMA combinados, Spreadtrum también suministra chips para dos estándares chinos de TV móvil: TD-MBMS y CMMB. Los clientes de Spreadtrum representaron el 50% de las ventas de teléfonos TD-SCDMA en la ronda actual de pruebas de TD-SCDMA de China Mobile.
UNISOC, entonces todavía conocida como Spreadtrum, anteriormente era una empresa pública que cotizaba en NASDAQ, pero acordó una adquisición por parte de Tsinghua Holdings, subsidiaria de Tsinghua Holdings, Tsinghua Unigroup, en julio de 2013, por alrededor de 1.780 millones de dólares estadounidenses; el acuerdo se completó el 23 de diciembre de 2013.
En 2014, Tsinghua Unigroup adquirió RDA Microelectronics por 907 millones de dólares estadounidenses. RDA Microelectronics era una empresa de semiconductores sin fábrica que diseña, desarrolla y comercializa semiconductores de radiofrecuencia y sistemas inalámbricos en chip para aplicaciones celulares, de conectividad y de transmisión.
En 2018, la empresa Spreadtrum Communications y RDA Microelectronics se fusionaron y cambiaron su nombre a UNISOC, en el que Intel acordó invertir $1500 millones por una participación del 20%. La empresa también comenzó a trabajar en una plataforma de teléfonos inteligentes 5G con un módem 5G de Intel. En febrero de 2018, Spreadtrum presentó teléfonos inteligentes de alta gama con realidad aumentada.
Unisoc lanzó la plataforma de tecnología 5G Makalu 1.0 y el chip de banda base 5G V510 en febrero de 2019 y, un año después, lanzó el T7520, un SoC 5G que inicia el uso de la tecnología de proceso avanzado EUV de 6 nm.
En 2021, superó a HiSilicon y ocupó el tercer lugar en la cuota de mercado de AP para teléfonos inteligentes chinos.